# Anyphops parvulus
Anyphops parvulus är en spindelart som först beskrevs av Pocock 1900.  Anyphops parvulus ingår i släktet Anyphops och familjen Selenopidae. Inga underarter finns listade i Catalogue of Life.